# 上西郷
上西郷（かみさいごう）とは、福岡県福津市の地区名である。旧福間町域を東西に流れる西郷川の上流から中流域にかけての広い地域が上西郷地域と呼ばれている。畦町（あぜまち）、本木（もとぎ）、舎利蔵（しゃりくら）、内殿（うちどの）、上西郷（かみさいごう）の5行政区からなり、自然が多く残り畦町宿、大森宮など歴史の面影も見られる。

## 歴史
- 宗像群の地域拠点である。
- 古代より、宗像氏の支配下にあった。
- 古来より畦町は唐津街道の宿場町として栄えた。
- 江戸時代は。黒田藩の支配下にあった。
- 1954年（昭和29年）に福間町・上西郷村・神興村（大字村山田の一部を除く）が合併し、福間町として発足した。
- 戦時中には福間弾薬庫が旧上西郷村に置かれた

## 観光名所
- なまずの郷
- 畦町宿
- 舎利蔵自然林
- 大森宮

## 交通
- JR鹿児島本線・東福間駅・福間駅
- 西鉄バス宗像
- 車では、若宮インターチェンジまたは、古賀インターチェンジが最寄り。